# Orasiopa nga
Orasiopa nga är en tvåvingeart som beskrevs av Tadeusz Zatwarnicki 2002. Orasiopa nga ingår i släktet Orasiopa och familjen vattenflugor. Inga underarter finns listade i Catalogue of Life.